# When Life Gives You Tangerines
When Life Gives You Tangerines (koreanischer Originaltitel: 폭싹 속았수다; RR: Pok-ssak Sog-ass-su-da) ist eine südkoreanische Serie, die von Pan Entertainment und Baram Pictures für Netflix umgesetzt wurde. Die Serie wurde am 7. März 2025 weltweit auf Netflix veröffentlicht.

## Handlung
Die Serie begleitet Oh Ae-sun und Yang Gwan-sik, zwei sehr unterschiedliche Charaktere, die in den 1950er Jahren auf der Insel Jejudo in der Provinz Jeju geboren wurden, durch verschiedene Phasen ihres Lebens und zeigt die vielen Höhen und Tiefen, die sie durchleben mussten, und wie ihre Liebe Generationen überdauern konnte.

## Besetzung und Synchronisation
Die deutschsprachige Synchronisation entstand basierend auf der Übersetzung von Jonas Palussek nach den Dialogbüchern von Johanna Magdalena Schmidt und Sabine Hinrichs sowie unter der Dialogregie von Gundi Eberhard und Klaus Bauschulte durch die Synchronfirma VSI Synchron in Berlin.
| Rolle                               | Schauspieler    | Synchronsprecher          |
| ----------------------------------- | --------------- | ------------------------- |
| Oh Ae-sun (mittleren Alters)        | Moon So-ri      | Sabine Falkenberg         |
| Oh Ae-sun (junge Erwachsene)        | Lee Ji-eun      | Léa Mariage               |
| Yang Geum-myeong (junge Erwachsene) | Lee Ji-eun      | Léa Mariage               |
| Oh Ae-sun (Kind)                    | Kim Tae-yeon    | Asya Tolaz                |
| Yang Gwan-sik (mittleren Alters)    | Park Hae-joon   | Jaron Löwenberg           |
| Yang Gwan-sik (junger Erwachsener)  | Park Bo-gum     | Tim Schwarzmaier          |
| Yang Gwan-sik (jugendlich)          | Moon Woo-jin    | Tim Schwarzmaier          |
| Yang Gwan-sik (Kind)                | Lee Chun-moo    | Cyril Baudier             |
| Bu Hyeon-suk                        | Lee Soo-kyung   | Amelie Plaas-Link         |
| Bu Oh-seong                         | Moon Yoo-kang   | Fabian Kluckert           |
| Bu Sang-gil                         | Choi Dae-hoon   | Gerrit Schmidt-Foß        |
| Go Chang-suk                        | Yang Shin-ji    | Julia Biedermann          |
| Go Eul-nam                          | Heo Jin         | Ursula Werner             |
| Hyeon I-suk                         | Oh Yeon-jae     | Franziska Endres          |
| Jeon Gwang-rye                      | Yeom Hye-ran    | Rubina Nath               |
| Chloe H. Lee                        | Yeom Hye-ran    | Rubina Nath               |
| Jeong Gong-rye                      | Baek Soo-ryun   | Luise Lunow               |
| Jeong Mi-in                         | Kim Sung-ryung  | Sarah Riedel              |
| Kang Seok-sam                       | Park Bu-keon    | Christoph Banken          |
| Kim Chun-ok                         | Na Moon-hee     | Kornelia Boje             |
| Kim Mi-hyang                        | Kim Geum-soon   | Anke Reitzenstein         |
| Kwon Gye-ok                         | Oh Min-ae       | Katja Hiller              |
| Na Min-ok                           | Uhm Ji-won      | Josephine Schmidt         |
| Oh Han-mu                           | Jung Hae-kyun   | Gerrit Hamann             |
| Oh Jenny                            | Kim Su-an       | Betty Förster             |
| Oh Jong-mi (Kind)                   | Kim Si-ha       | Sofia Fehr                |
| Oh Ye-rim                           | Pyo Young-seo   | Nina Niknafs              |
| Park Chung-seob                     | Kim Seon-ho     | Jan Makino                |
| Park Geum-myeong                    | Lee Gyu-hoe     | Jörg Pintsch              |
| Park Mak-cheon                      | Kim Yong-rim    | Marianne Groß             |
| Park Sae-bom (Kind)                 | Kyung Ha-yun    | Liya Tolaz                |
| Park Yeong-beom                     | Lee Jun-young   | Sebastian Fitzner         |
| Park Yeong-ran (mittleren Alters)   | Jang Hye-jin    | Harriet Kracht            |
| Park Yeong-ran (junge Erwachsene)   | Byeon Seo-yun   | Alice Bauer               |
| Song Bu-seon                        | Jung Yi-seo     | Josephine Martz           |
| Song Yeong-sam                      | Jeon Bae-soo    | Rainer Fritzsche          |
| Yang Dong-myeong (Kind)             | Shin Sae-byuk   | Fiodor Makino             |
| Yang Eun-myeong                     | Kang You-seok   | Amadeus Strobl            |
| Yang Eun-myeong (Kind)              | Lee Chae-hyun   | Oskar Makino              |
| Yang Geum-myeong (jugendlich)       | Lee A-ra        | Milena Rybiczka           |
| Yang Gyeong-ok                      | Seo Hye-won     | Melinda Rachfahl          |
| Yang Sam-bo                         | Yoo Byung-hoon  | Axel Strothmann           |
| Yeom Byeong-cheol                   | Oh Jung-se      | Timo Weisschnur           |
| Yoon Bu-yong                        | Kang Myung-joo  | Gundi Eberhard            |
| Bun-hee                             | Lee Ji-hyun     | Dorette Hugo              |
| Chung-su                            | Cha Mi-kyung    | Cornelia Waibel           |
| Geum-ja                             | Kang Mal-geum   | Andrea Cleven             |
| Gyeong-ja                           | Baek Ji-won     | Anne Düe                  |
| Heung-nam                           | Kim Young-woong | Sven Gerhardt             |
| Hyeon-ja                            | Lee Ji-hyun     | Antje von der Ahe         |
| Ju-gyeong                           | Kim Gye-rim     | Johanna Riemann           |
| Mi-suk                              | Lee Mi-do       | Damineh Hojat             |
| Min-seon                            | Kim Soo-yeon    | Yamuna Kemmerling         |
| Won-bok                             | Jin Mi-sa       | Heike Schroetter          |
| Yang-im                             | Lee Soo-mi      | Christin Marquitan        |
| Herr Byeon                          | Kim Yong-joon   | Sebastian Christoph Jacob |
| Herr Kim                            | Jang Sung-ik    | Thomas Schmuckert         |
| Herr Park                           | Jung Sun-chul   | Matthias Klages           |
| Arzt                                | Jung Hyung-suk  | Jan Kurbjuweit            |
| Beamter                             | Kim Gun-ho      | Jörg Pintsch              |
| Haushälterin                        | Nam Gwon-a      | Juliane Schöttler         |
| Juwelierin                          | Shin Mi-young   | Berenice Weichert         |
| Kapitän #1                          | Jeon Jin-oh     | Ulrich Blöcher            |
| Kapitän #2                          | Park Ki-ryoong  | Sven Fechner              |
| Kapitän #3                          | Jin Yong-wook   | Alexander Gier            |
| Klassenlehrer                       | Hwang Jae-yeol  | Roland Wolf               |
| Lehrer                              | Park Jae-yoon   | Patrick Giese             |
| Polizist #1                         | Lee Joon-gyu    | Sascha Krüger             |
| Polizist #2                         | Lee Jae-ha      | Thaddäus Meilinger        |
| Polizist #3                         | Park Sung-hoon  | Alexander Ziegenbein      |
| Reporter Kim                        | Park Jae-chul   | Thomas Schmuckert         |
| Sohn von Song Yeong-sam             | Yoo Do-yoon     | Theo Seiffe               |
| Stellvertretender Schulleiter       | Seo Young-sam   | Dirc Simpson              |
| Theaterbesitzer                     | Kim Hae-gon     | Marko Bräutigam           |
| Theaterbesitzerin                   | Ha Eun-seom     | Nina Herting              |
| Trainer                             | Yoon Dae-yeol   | Tino Mewes                |
| Vater von Hye-ran                   | Kang Jung-woo   | Paul Matzke               |
| Vermieter                           | Park Byung-ho   | Thomas Kästner            |
| Vermieterin                         | Song Gwang-ja   | Denise Gorzelanny         |

## Episodenliste
| Nr. | Deutscher Titel                                      | Originaltitel                      | Erstveröffentlichung (Südkorea) | Deutschsprachige Erstveröffentlichung (D/A/CH) |
| --- | ---------------------------------------------------- | ---------------------------------- | ------------------------------- | ---------------------------------------------- |
| 1   | Der Frühling verfliegt                               | 호로록 봄                          | 7. März 2025                    | 7. März 2025                                   |
| 2   | Freche erste Liebe                                   | 요망진 첫사랑                      | 7. März 2025                    | 7. März 2025                                   |
| 3   | Gestern war dein Frühling                            | 예스터데이. "그들의 봄은..."       | 7. März 2025                    | 7. März 2025                                   |
| 4   | Der strahlende Sommer                                | 꽈랑꽈랑 여름                      | 7. März 2025                    | 7. März 2025                                   |
| 5   | Volle Netze in der Mittsommernacht                   | 한여름 밤의 만선                   | 14. März 2025                   | 14. März 2025                                  |
| 6   | Und das Leben geht weiter                            | 살민 살아진다                      | 14. März 2025                   | 14. März 2025                                  |
| 7   | Früchte des Herbsts                                  | 자락자락 가을                      | 14. März 2025                   | 14. März 2025                                  |
| 8   | Ein schweres Herz                                    | 변하느니 달이요, 마음이야 늙겠는가 | 14. März 2025                   | 14. März 2025                                  |
| 9   | Der Wind weht, mein Herz fleht                       | 바람은 왱왱왱 마음은 잉잉잉        | 21. März 2025                   | 21. März 2025                                  |
| 10  | Der Sturm weht im Herzen, Liebe erschüttert das Herz | 품 안의 바람 품 안의 사랑          | 21. März 2025                   | 21. März 2025                                  |
| 11  | Meine Liebe an meiner Seite                          | 내 사랑 내 곁에                    | 21. März 2025                   | 21. März 2025                                  |
| 12  | Ein glitzernder Winter                               | 펠롱펠롱 겨울                      | 21. März 2025                   | 21. März 2025                                  |
| 13  | Eine Sommerhochzeit                                  | 그추룩 짝사랑                      | 28. März 2025                   | 28. März 2025                                  |
| 14  | Hoch hinauf in die Lüfte                             | 훨훨 날라, 훨훨 날아 보켜          | 28. März 2025                   | 28. März 2025                                  |
| 15  | Frühling und Winter                                  | 만날, 봄                           | 28. März 2025                   | 28. März 2025                                  |
| 16  | Die Ernte der Liebe                                  | 폭싹 속았수다                      | 28. März 2025                   | 28. März 2025                                  |